# Dráma sveta
Dráma sveta je rozsáhlý básnický cyklus slovenského romantického básníka Janka Kráľa, ve kterém chtěl autor zachytit smysl lidských dějin a úděl lidstva jako takového. Byl nalezen v básníkově rukopisné pozůstalosti v padesáti třech číslovaných sešitech z let 1844-1845 a tiskem byl vydán roku 1952 v rámci básníkova Súborného diela zásluhou slovenského literárního historika Milana Pišúta. Kromě básní zachovaných pouze v autorově rukopisu obsahuje cyklus i básně, které Kráľ zredigoval a zveřejnil ještě za svého života. Celkově jde o  dialogy,  monology,  dramatické výjevy, vidění,  proroctví i  lyrické vložky a jejich fragmenty. V cyklu je patrné obětování básníkovy obrazotvornosti ve prospěch ideových a ideologických panslavistických, mesianistických a gnostických konstrukcí.
Název Dráma sveta není v rukopise uveden (stejně jako názvy mnoha básní cyklu)- Navrhl jej Milan Pišút podle výrazu z básně Dva orli, ve které básník píše o své tvorbě: „Nehovoril by žiaden ti povesti, ani nespieval svojho sveta drámu“. Kromě tohoto názvu se objevily i jiné (například Strom nesmrteľnosti nebo Nastanú časy divné), které podle většiny literárních teoretiků nevyjadřují to, co chtěl autor dílem povědět. Informace o tom, zda chtěl básník vůbec dát svému rukopisnému cyklu nějaký název, nejsou k dispozici.

## Obsah cyklu
Cyklus obsahuje šedesát dva básní a jasně se dělí na dvě části. První obsahuje obrazy utrpení, zla a zoufalství ve světě, druhá výzvy, které mají probudit slovanské národy k novému životu a k jejich dějinné úloze.  Vzhledem k rozsáhlosti celého cyklu jej Pišút rozdělil na pět částí, jejichž názvy se sice v rukopise nevyskytují, ale odpovídají ideově a tematicky básním v těchto částech obsažených.

### Minulosť a prítomnosť
První část cyklu obsahuje devatenáct básní: Na rumoch vekov, Strom nesmrteľnosti, Vyslobodenie, Dvanásť slov, Dievča, Starý človek, Zlí duchovia, Úkazy, Dávny kamarát…, Sen, Ovčiar, Sedliak, Remeselník, Matka, učiteľ, žiaci, Videnie, Mladý pán, Súd, Kliatba a trápenie a Zloboh. V básních je slavná minulost lidstva porovnávána s bídnou přítomností.
Minuli časy, plné slávy, sily.
Odleteli ta — Kde? — Niet viacej oka.
Svet mlčí, iba povesť nám hovorí,
rozliata po svete hlboká.
Svět je v úpadku, nesvobodný a chybí v něm láska. Vítězí v něm mocnosti zla a vláda násilí a podvodů. Proto lidé žijí v utrpení, nevědomosti, hříchu, strachu a zoufalství, z některých se stávají zhýralci a opilci.

### Svet na mukách
Druhá část obsahuje dvanáct básní: Národy, Náboženstvo, Počujte, všetky na svete národy…, Hlásnik národa, Génius Slovanstva, Kde sa obrátiš, Poruč, Pekelník, Posvätenec, Kedy už ty vydáš dušu Hospodinu?, Človeče, kdeže si ty podel slovo božie? a Záhradník.
Pusto všade. Bože večný,
ak’ na mukách je ten svet.
Hľadaj klince, tulipány,
ani vňate viac z nich niet.
Básník nejprve popisuje duševní stav otroka z pohanských dob a následně příchod Krista a pronásledování prvních křesťanů. Pak podává obraz první církve, její zesvětštění a úpadek křesťanské ideje v zápase církve a státu. Ukazuje, že křesťanská církev podlehla světské moci, vojákům a chátře, což vedlo ke ztrátě morálních hodnot. Náboženství lásky se udrželo jen u malého množství lidí, a to u těch nejbídnějších.
Ďáblovi se podařilo svést člověka uctívajícího kříž k tomu, aby svým dechem oživil tvora, který chce hned pít lidskou krev (symbol otrokáře pohanského světa, který v křesťanské době ožil jako feudální pán).
Nevydal v svete tomto iba ten hlas prvý:
Človeče, dajže sa mi napiť z tvojej krvi!

### Vojna
Tato část obsahuje čtyři básně: Videnia, Predhovor k Vojne, Vojna a Plameň už tíchne…
V okamžiku, kdy se ďábel zmocnil církve, která tak přestala sloužit víře, rozpoutal Lucifer válku proti nebi a Bohu, aby zvítězil i nad těmi, co ještě věří ve vládu dobra a spravedlnosti, a stal se tak vládcem země a lidí. Lidé chtějí dát Luciferovi svou duši, když vymýtí všechno boží na světě. Nastává světové kataklyzma.
Ľudia bez svetla ak’ mušky padajú,
vetry ich vláčia, po zemiach metajú.
Oni len stenú, akby boli kliati,
bez slova ľudia tak zvykli kapati,
horšie, ako keď strieľajú na psíčka —
milióny padli, neriekli slovíčka.

### Svet v očakávaní nového veku
Do této části bylo umístěno devatenáct básní: Verní, Pozri toho, čo tam stojí…, Povedia, tie haraburdy…, Svätá rodina, Kríž, Blázon, Rozprávajte svoj tichý sen!, Vidíš priepasť, do nej letíš… , Reči génia, Láska, Ty tam, čo si oddialený…, Mlčte, rečníci, pisári…, Koho svet raz preč zachytí…, Čo sa okolo mocete…, Čo deň idú horšie chýry…, Človeče, ty neznáš Boha…, Fakľa, Prorok, Vidím vás strašných na mečoch. 
Básník nejprve ukazuje v obrazech a proslovech Génia Slovanstva stav beznaděje lidstva po válce, ale zdůrazňuje neustálou přítomnost Boží.
Vstaň, srdce, zo sna ťažkého,
nemáš zúfať potreby.
Ak’ bývalo, tak je teraz —
ešte Boh je na nebi.
Svět očekává spasení, ale nejvíc jej očekává slovanský národ. Básník slibuje Slovanstvu vítězství, ale po boji.

### Údel Slovanstva vo svete
Závěrečná část cyklu obsahuje osm básní: K Semenu, Svadba, K prorokom Slovenstva, K národom, K Slovenom, K prorokom, Rodina slovanská a Radujte sa…. 
V této části básník formuluje v rámci různých proroctví, vizí i kritiky svoje názory na Slovanstvo, Soustřeďuje se na slovanskou budoucnost a na poslání Slovanů v dějinách lidstva. Slovanský génius oznamuje příchod nového věku a hlásá principy obrozeného křesťanství, jejichž nositelem jsou Slované, kteří nastolí věk bratrství (věří například ve svatbu tj. ve smíření polského a ruského národa). Slovanstvo se ale musí nejprve samo osvobodit a vytvořit novou spravedlivou společnost, protože jenom tak bude moci být sluncem svítícím všem národům světa (jde o kritiku konvenčního panslavismu, který se spoléhal jen na početnost slovanských národů).
Cíl slovanské politiky nesmí být v ideji národnostní, ale v ideji všelidskosti, protože nacionalistická politika a kult mohutného Slovanstva  povede jen k novým konfliktům. Slovanská politika na rozdíl od politiky starých národů má usilovat o mírové spolužití mezi všemi národy na světě.
Nevolajte národnosťou
naše túžby, naše deje, 
lebo vás prišlá budúcnosť
tak ako bláznov vysmeje.
Môžeš orla volať muškou
a radosť volať žalosťou, 
ale strež sa takej viny,
Slovenstvo zvať národnosťou.

## Hudební adaptace
Na námět cyklu složil roku 2007 slovenský skladatel Jozef Gahér kantátu Dráma sveta.

## České překlady
Některé básně z cyklu jsou obsaženy ve výboru Kráľovy poezie Orel, Praha: SNKLHU 1960, přeložil Vladimír Holan.